# Piemonteser Steinbrech
Der Piemonteser Steinbrech (Saxifraga pedemontana) ist eine Pflanzenart aus der Gattung Steinbrech (Saxifraga) in der Familie der Steinbrechgewächse (Saxifragaceae).

## Merkmale
Der Piemonteser Steinbrech ist eine ausdauernde Pflanze, die Wuchshöhen von 6 bis 20 Zentimeter erreicht. Sie bildet Polster mit nichtblühenden, dicht beblätterten Trieben. Die Grundblätter in den Rosetten sind schwach fleischig, flach, vielnervig, hand- bis keilförmig und verschmälern sich in den Stiel. Sie sind überall dicht drüsenhaarig und bis fast zur Mitte in 3 bis 7 nach vorne gerichtete Abschnitte geteilt. Der Stängel ist kräftig, aufrecht, wenig beblättert und drüsig behaart. Er trägt 3 bis 10 Blüten in einem gedrängten, doldenartigen oder rispigen Blütenstand. Die Kronblätter sind 10 bis 15 Millimeter lang, dreinervig, weiß, verkehrteiförmig und keilförmig verschmälert. Der Kelch ist drüsenhaarig und nur halb so lang wie die Krone.
nicht oberständig.
Blütezeit ist von Juni bis August.

## Vorkommen
Der Piemonteser Steinbrech kommt in der Unterart subsp. pedemontana von den Seealpen bis in die Cottischen und Grajischen Alpen subalpin bis alpin auf schattigen Felsen und Schutt auf Silikat in Höhenlagen von 1500 bis 2800 Meter.

## Unterarten
In Europa  und Nordafrika können fünf Unterarten unterschieden werden:
- Saxifraga pedemontana subsp. cervicornis (Viv.) Engler; sie hat die Chromosomenzahl 2n = 26, 42 oder 44[2] und kommt nur in Korsika und Sardinien vor
- Saxifraga pedemontana subsp. cymosa Engler; sie kommt nur in den Karpaten und in den Gebirgen der Balkanhalbinsel vor
- Saxifraga pedemontana subsp. demnatensis (Cosson ex Batt.) Maire; sie kommt nur in Nordafrika vor. Die Chromosomenzahl ist 2n = 66.[2]
- Saxifraga pedemontana subsp. pedatifida (Bonnier & Layens) Jalas (Syn.: Saxifraga ajugifolia L.); sie hat die Chromosomenzahl 2n = 32 und kommt nur in Südfrankreich vor
- Saxifraga pedemontana subsp. pedemontana; sie hat die Chromosomenzahl 2n = 40 und kommt nur in den Südwestalpen vor.

## Belege
1. ↑  Jaakko Jalas, Juha Suominen, Raino Lampinen, Arto Kurtto: Atlas florae europaeae. Band 12 (Resedaceae to Platanaceae). Seite 196–197, Helsinki 1999. ISBN 951-9108-12-2
2. 1 2  Saxifraga pedemontana bei Tropicos.org. In: IPCN Chromosome Reports. Missouri Botanical Garden, St. Louis